# Musique au Pará
La musique au Pará, aussi appelée musique paraense, fait référence aux manifestations musicales du Pará au cours des derniers siècles.

## Historique

### Carimbó
Apparu dans la région de Salgado, le carimbó est considéré comme un genre musical d'origine indigène qui a mélangé et reçu d'autres influences des cultures africaines et européennes. Sa forme traditionnelle s'accompagne de tambours fabriqués avec des troncs d'arbres, ainsi que de la présence de maracas.
Jusqu'à la fin des années 1950, le carimbó n'était considéré que comme une manifestation du folklore, et à cette même période une bonne partie des créateurs de carimbó se trouvaient dans les villes de l'intérieur du Pará.
Dans les années 1970, le genre passe d'une danse traditionnelle à un rythme moderne, sous l'influence du merengue et de la cumbia, avec l'ajout d'instruments électriques (comme la guitare). Considéré jusque-là comme une musique marginale, le carimbó a commencé à être accepté en milieu urbain à partir de 1971, avec les LP de Pinduca, Mestre Verequete, Mestre Cupijó et d'autres artistes du Pará, devenant en quelques années une véritable mode à Belém et même dans d'autres États brésiliens. Plus tard, il a influencé de nouveaux rythmes tels que la lambada et le zouk.

### Guitarrada et Lambada
Bien qu'il y ait beaucoup de controverses autour de son créateur, on sait que la lambada a émergé dans les années 1970 et a conquis le public avec son mélange de carimbó et de musique métallique et électronique des Caraïbes. Le genre s'est fait connaître dans le monde entier au cours de la décennie suivante, lorsque des entrepreneurs français ont lancé le groupe Kaoma, avec de grandes répercussions à l'étranger et plus tard au Brésil, qui ont stimulé le lancement de nouveaux artistes, tels que Beto Barbosa, Márcia Ferreira et Manezinho do Sax. Cependant, après une surexposition, la lambada a été de nouveau reléguée à une pratique régionale.
La guitarrada, est quant à elle un genre musical véritablement instrumental du Pará. Créé par Mestre Vieira, c'est un rythme dont l'instrument de musique principal est la guitare électrique.

### Lundu marajoara
Le lundu marajoara est un style musical qui a émergé sur l'île de Marajó à partir de la danse brésilienne lundu, créée à partir du tambour des esclaves bantous d'Angola et des rythmes portugais.
Le lundu a également des influences portugaises en ce qui concerne les mouvements de claquettes, les postures du corps, les levers les bras au-dessus de la tête et la marque du rythme musical avec les pieds.

## Autres genres musicaux

### Siriá
Originaire de Cametá, le siriá est une danse brésilienne considérée comme une expression d'amour, de séduction et de gratitude pour les Indiens et les esclaves africains devant un phénomène considéré comme surnaturel et miraculeux.
Il se rapproche de la danse carimbó, avec des évolutions plus variées.

### Brega et Tecnobrega
Le tecnobrega puisse sa source dans la brega traditionnelle, lorsque le genre musical s'est formé au Pará dans les années 1980. Dans les années suivantes, avec l'incorporation de nouveaux éléments dans sa tradition, l'État est le berceau de sous-genres tels que le bregacalypso, notamment influencés par la musique caribéenne.
Mais c'est en 2002, lors de la fusion avec la musique électronique, que le tecnobrega est né à la périphérie de Belém. Bien que marginalisé par les grandes maisons de disques et les médias de masse, le tecnobrega a créé de nouvelles formes de production et de distribution, avec ses soirées DJ, des producteurs à domicile et des ventes alternatives de CD par le biais de vendeurs de rue, provoquant une diffusion rapide de ce style musical,.

### Calypso
Le Calypso est un rythme paraense qui a émergé à Belém au milieu des années 1990, construit à partir de la brega. Il a reçu l'influence des rythmes régionaux du Pará tels que la lambada, le carimbó, la guitarrada, ou encore le siriá en fusion avec le calypso, le ska, le reggae et le rock and roll.